# Croton thorelii
Espèce
Classification APG II (2003)
Croton thorelii est une espèce de plantes à fleurs du genre Croton et de la famille des Euphorbiaceae, présente dans la péninsule indochinoise.